# Vantika Agrawal

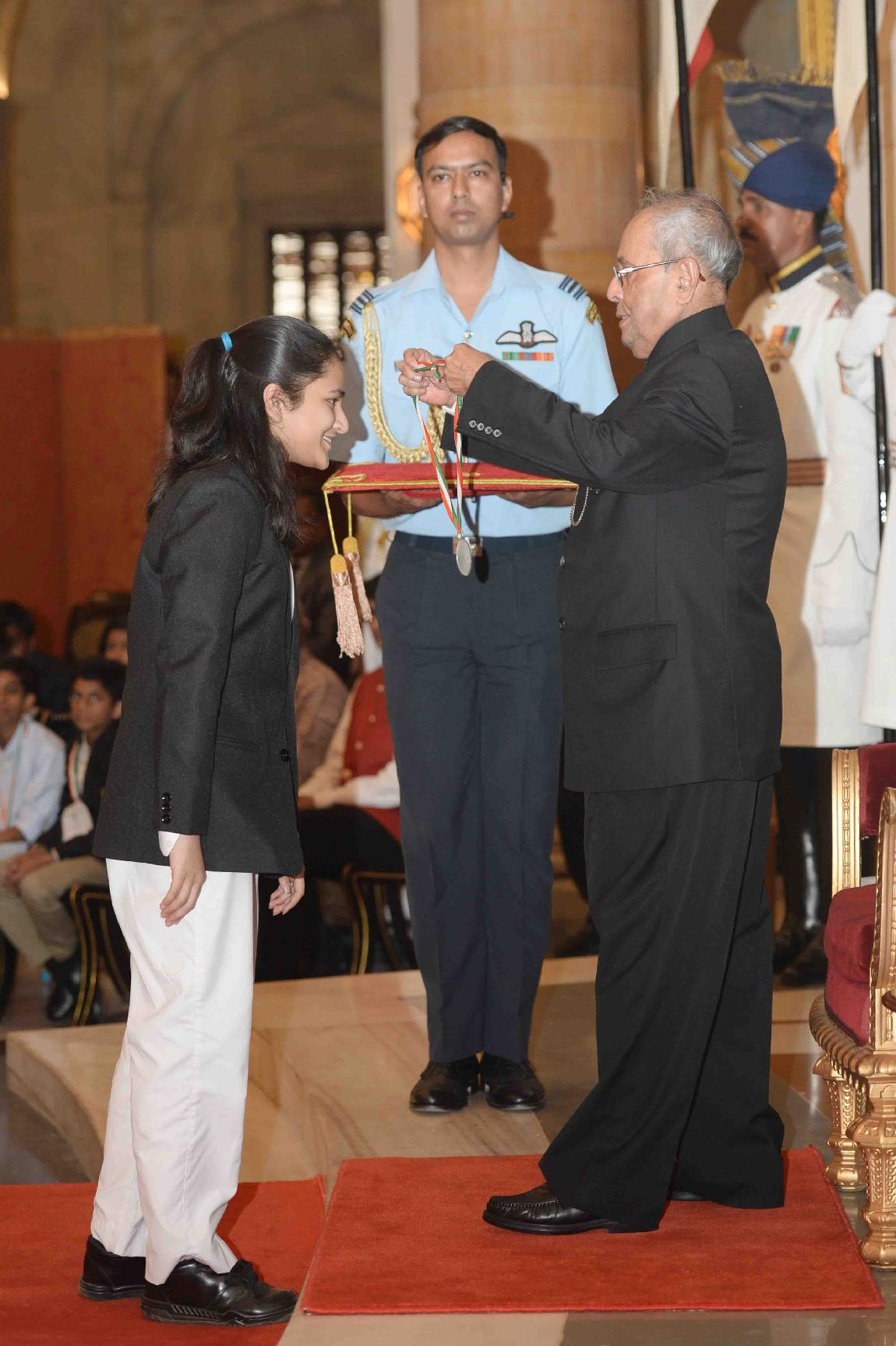
De president van India, Shri Pranab Mukherjee reikt de National Child Award uit aan Vantika Agrawal, 2016

Vantika Agrawal (28 september 2002) is een Indiase schaakster, met de titel grootmeester bij de vrouwen (WGM).  
Ze studeert aan het Shri Ram College of Commerce.

## Schaakcarrière
In 2016 werd Agrawal derde op het Wereldkampioenschap schaken voor jeugd in de categorie meisjes tot 14 jaar.
In 2020 won ze met het Indiase nationale team de online Schaakolympiade.
In 2021 werd Vantika Agrawal tweede op het online schaakkampioenschap voor Indiase junioren, categorie meisjes en won ze het Indiase schaakkampioenschap voor vrouwen. In 2021 won ze ook de FIDE Supercup voor "Binance Business Schools".
In november 2021 in Riga werd Vantika Agrawal 14e op het 2021 "Grand" FIDE-toernooi voor vrouwen, gespeeld volgens het Zwitsers systeem.
In 2023 werd Agrawal derde op het nationale vrouwenkampioenschap in Kohlapur en won ze een gouden medaille voor de "Airport Authority of India". 

## Titels
In 2017 verkreeg ze de titel Internationaal Meester bij de vrouwen (WIM). In 2021 verkreeg ze de titel grootmeester bij de vrouwen (WGM).
In 2023 startte zij de aanvraag voor de titel  Internationaal Meester (IM).

## Externe koppelingen
- (en)   Informatie over schaakpartijen van Vantika Agrawal op ChessGames.com
- (en)   Informatie over schaakpartijen van Vantika Agrawal op 365chess.com
- (en)  FIDE-ratinggegevens voor Vantika Agrawal